# Mastixia octandra
Mastixia octandra är en kornellväxtart som beskrevs av K.M. Matthew. Mastixia octandra ingår i släktet Mastixia och familjen kornellväxter. Inga underarter finns listade i Catalogue of Life.